# Gringo
Denna artikel behandlar det spanska uttrycket. För tidskriften, se Gringo (tidskrift)
Gringo är ett spanskt ord, belagt i europeisk spanska sedan slutet av 1780-talet, med betydelsen "främling". I populärkultur i allmänhet och amerikanska filmer i synnerhet används ordet i synnerhet om nordamerikaner i Mexiko. I Brasilien används gringo om utlänningar i allmänhet, även andra latinamerikaner. 
Ursprungligen är gringo en förvanskning av griego i uttrycket "esto está en griego", "det är på grekiska", med betydelse att det är på ett språk man inte kan förstå. Det kan jämföras med uttrycket i svenskan "det är rena grekiskan" när något är oförståeligt.